# 東海楽器・Talbo Bass
Talbo Bass は東海楽器製造社のエレクトリック・ベースの機種。

## 特徴
Talbo と同じくアルミニウム合金のボディで製作されたエレクトリック・ベース。東海楽器製造社は、この Talbo Bass で初めて溶接のない1ピースの一体成形のボディを実現した。Talboギター同様アルミボディによるクイックレスポンス、ロングサスティーン、ノイズレスが特徴。
オリジナルモデルは東海楽器製造の経営悪化により発売後間もなく生産が中止されたため、台数が極めて少なく入手は困難を極める。

## モデル
- B-120
- B-124 Metallic Blue Metallic Black Metallic Red
- B-135 Chrome-plated

## 使用ミュージシャン
- 岡野ハジメ
- Craig Boag（SPARTAN）
- 中野テルヲ（ex.P-MODEL）
- tetsuya(L'Arc〜en〜Ciel)
- リウ (メトロノーム、ケラ&ザ・シンセサイザーズ)